# GJ 412
GJ 412 – jedna z najbliższych Układowi Słonecznemu gwiazd podwójnych. Układ ten tworzą dwa czerwone karły. Znajduje się on w gwiazdozbiorze Wielkiej Niedźwiedzicy, w odległości ok. 16 lat świetlnych od Słońca. Obserwowana wielkość gwiazdowa układu to 8,8m, nie jest widoczny gołym okiem.

## Właściwości fizyczne
Obie gwiazdy systemu GJ 412 należą do typu widmowego M. Jaśniejszy składnik A ma większą masę, około połowy masy Słońca i reprezentuje wczesny podtyp, zaś mniejszy składnik B o masie 1/10 masy Słońca jest gwiazdą późnego podtypu. Dodatkowo składnik B jest gwiazdą rozbłyskową, oznaczaną także WX UMa.
Obecna odległość kątowa obu składników wynosi 28".